# 666 – Satan
666 Satan (jap. 666〜サタン〜) ist eine Manga-Serie des japanischen Zeichners Seishi Kishimoto. Sie lässt sich dem Shōnen-Genre zuordnen.

## Inhalt
Das Mädchen Ruby Crescent möchte eine weltberühmte Archäologin werden, genauso, wie es ihr Vater getan hat, bevor er von der Bildfläche verschwand. Sie möchte O-Parts finden, Relikte aus alter Zeit, die für diejenigen, die sie benutzen können, mächtige Waffen darstellen. Die so genannten O.P.T.s (O-Part Tacticians) haben daher Interesse an Rubys O-Part das ihr Vater ihr hinterlassen hat und so ist sie erfreut als der etwas merkwürdige Junge Jio ihr Leibwächter wird. Dieser hat eine sehr einsame Vergangenheit, ist etwas naiv und möchte die Welt erobern. Im Laufe ihrer Reise erkennt Ruby, dass Jio die Kraft Satans, eines bösartigen Wesens beherbergt, dessen Träger ebenfalls O-Parts benutzen kann. Der Junge selber ist sich dieser Tatsache jedoch nicht bewusst.
Zusammen mit weiteren Weggefährten wollen Ruby und Jio herausfinden, was O-Parts eigentlich sind und woher sie kommen und welche Verbindung zu Satan besteht. Außerdem gibt es einige ominöse Leute, die Jio noch von seinen Weltherrschaftsambitionen überzeugen muss.

## Veröffentlichungen
666 – Satan erschien in Japan seit 2001 monatlich in Einzelkapiteln im Manga-Magazin Shōnen Gangan. Diese Einzelkapitel wurden vom Square-Enix-Verlag auch in bisher 19 Sammelbänden zusammengefasst und ist mit diesem beendet (Kapitel 76).
Der Manga wurde auch in Frankreich, Italien, Taiwan, Südkorea und in Nordamerika (als O-Parts-Hunter) veröffentlicht.